# Кобежин (Малопольське воєводство)
Кобежин (пол. Kobierzyn) — село в Польщі, у гміні Ліся Ґура Тарновського повіту Малопольського воєводства.
Населення — 571 особа (2011).
У 1975-1998 роках село належало до Тарновського воєводства.

## Демографія
Демографічна структура станом на 31 березня 2011 року:
|          | Загалом | Допрацездатний вік | Працездатний вік | Постпрацездатний вік |
| -------- | ------- | ------------------ | ---------------- | -------------------- |
| Чоловіки | 288     | 76                 | 189              | 23                   |
| Жінки    | 283     | 55                 | 178              | 50                   |
| Разом    | 571     | 131                | 367              | 73                   |